# Joe Namath
Joseph William "Joe" Namath (Beaver Falls, Pennsylvania, 31 mei 1943) is een Amerikaans voormalig Americanfootballspeler voor de New York Jets en de Los Angeles Rams in de National Football League. Namath speelde als quarterback, won eenmaal de Super Bowl en is in 1985 opgenomen in de Pro Football Hall of Fame.